# Anthogonium gracile
Anthogonium gracile ist die einzige Art der Pflanzengattung Anthogonium innerhalb der Familie der Orchideen (Orchidaceae). Die kleinen Pflanzen wachsen meist terrestrisch, selten lithophytisch in Grasland, Gebüschen und an Waldrändern in Südostasien. Charakteristisch und namensgebend für diese Gattung ist ein fast rechtwinkliger Knick zwischen Fruchtknoten und Blütenblättern.

## Beschreibung

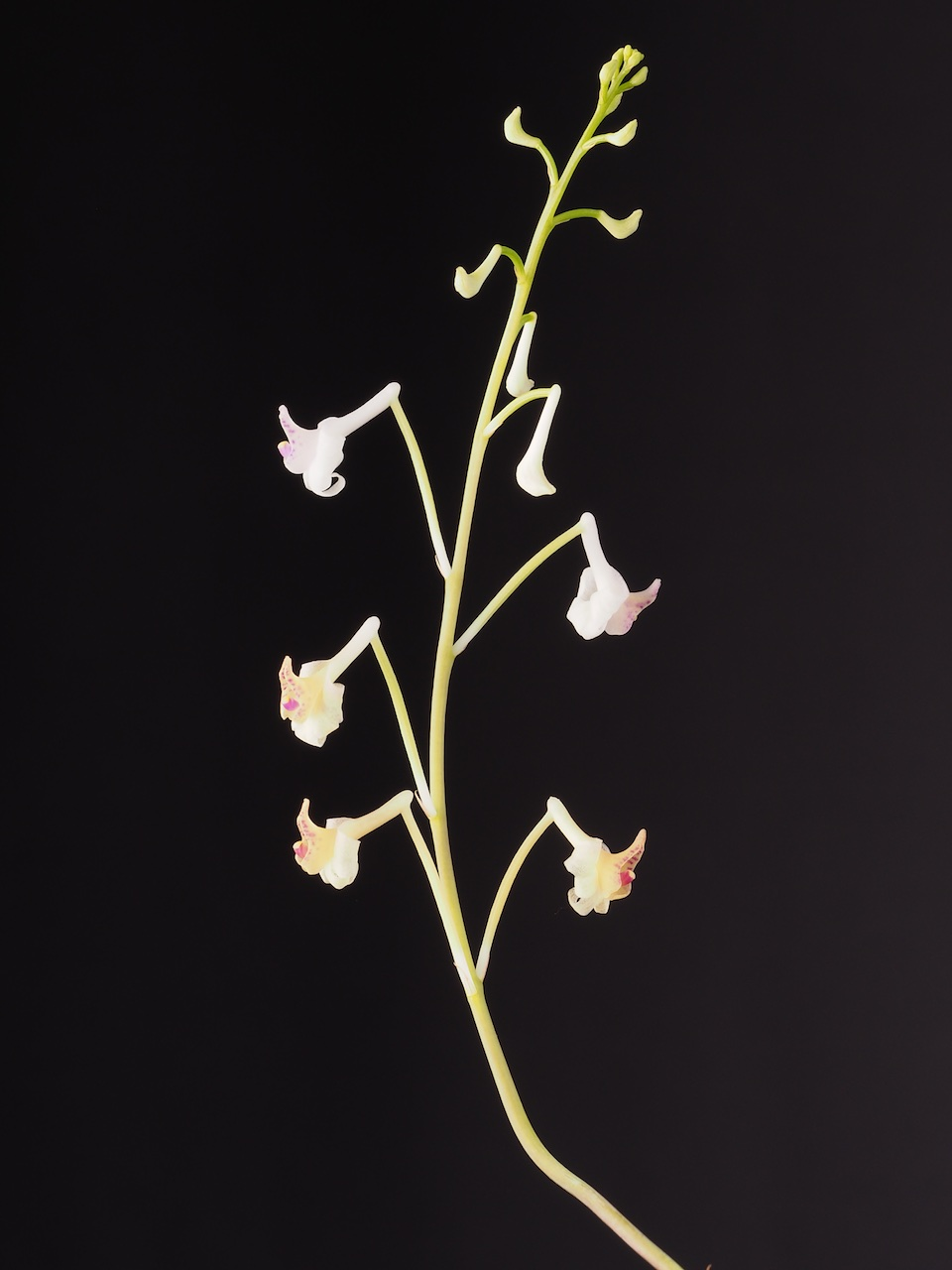
Blütenstand

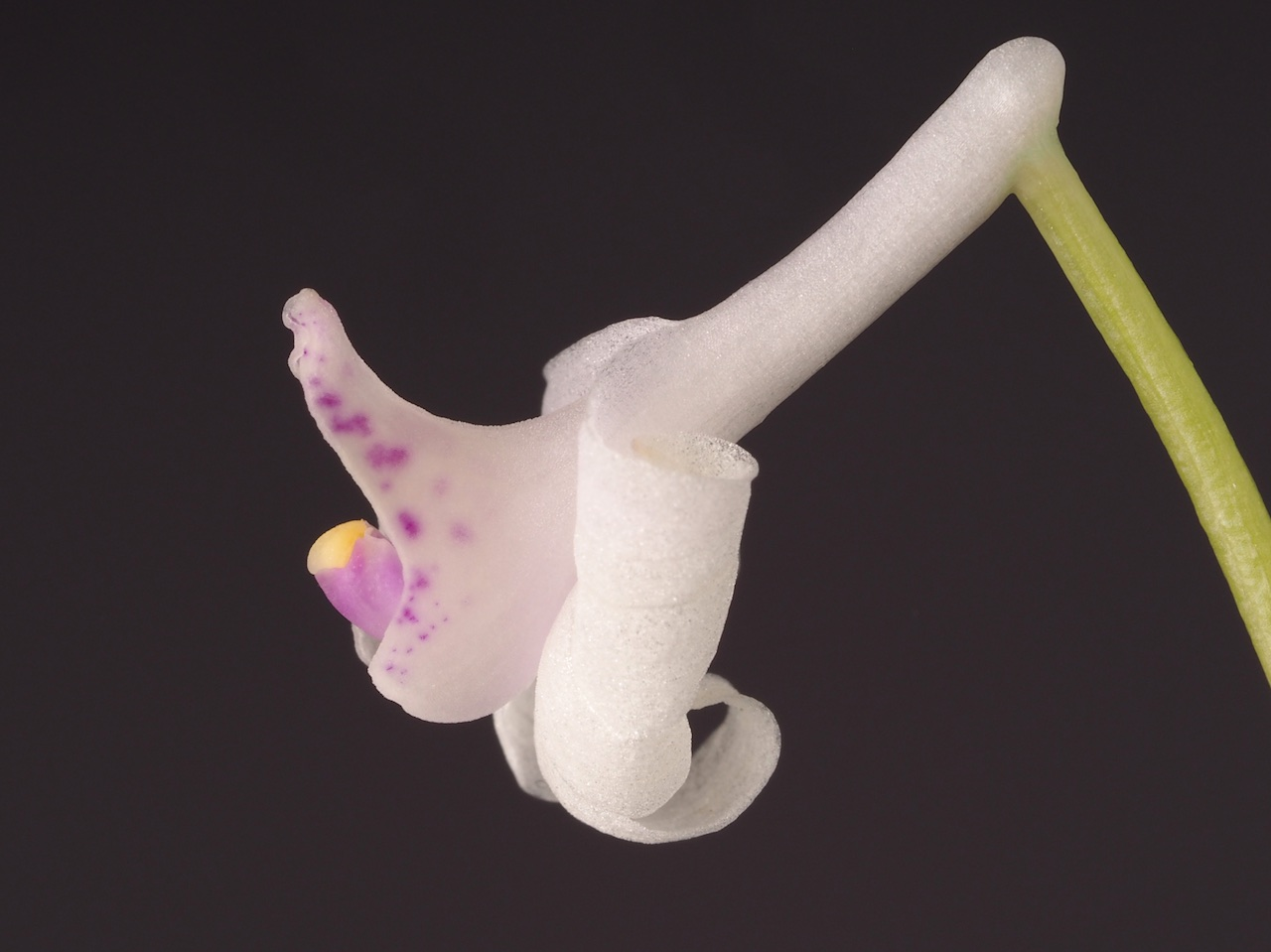
Zygomorphe Blüte von der Seite

### Vegetative Merkmale
Anthogonium gracile wachsen als ausdauernde krautige Pflanzen und erreichen Wuchshöhen von bis zu 55 Zentimetern. Die Sprossachse befindet sich meist komplett unterirdisch, sie ist bei einem Durchmesser von 1 bis 2 Zentimetern entweder rundlich knollig verdickt oder länglich-spindelförmig und besteht aus mit drei bis vier Internodien. Die alte Sprossknolle verrottet einige Monate, nachdem die neue gebildet wurde.
Zwei bis drei, selten bis fünf Laubblätter sitzen am oberen Ende der Sprossachse, sie sind an der Basis gestielt und längs der hervortretenden Blattadern leicht gefaltet (plikat). Die einander umfassenden Blattbasen formen einen 3 bis 22 Zentimeter hohen Scheinstamm. Die einfache Blattspreite ist bei einer Länge von 7 bis 45 Zentimetern sowie bei einer Breite von 1 bis 2, selten bis 3,5 Zentimetern linealisch bis lanzettlich mit spitzem oberen Ende.

### Generative Merkmale
Mehrere aufrechte, kahle Blütenstände erscheinen seitlich aus der Sprossachse und überragen die Laubblätter. Die Blütenstandsachse ist weißlich, hell-grün oder bräunlich, mit mehreren bräunlichen, den Stängel umfassenden Hochblättern besetzt. Der meist traubige, seltener wenig verzweigte Blütenstand, enthält vier bis acht Blüten. Die rötlichen, später braunen Tragblätter sind bei einer Länge von etwa 4 Millimetern oval bis lanzettlich mit spitz zulaufendem oberen Ende. Fruchtknoten und Blütenstiel messen zusammen 1,5 bis 2 Zentimeter, der Fruchtknoten weist nach oben, die Blütenhülle leicht nach unten. Die Blüten sind nicht resupiniert und rosafarben bis fast weiß. Die Sepalen sind lanzettlich geformt, in ihrer unteren Hälfte für etwa 7 Millimeter miteinander verwachsen und eine Röhre bildend, im vorderen Teil frei und ausgebreitet. Die seitliche Petalen (16 Millimeter × 2 Millimeter) sind ebenfalls an ihrer Basis miteinander verwachsen, spatelförmig, der vordere Teil ausgebreitet bis zurückgeschlagen. Die Lippe ist etwa 16 Millimeter lang und an der Basis ist mit der Säule verwachsen, dort ist sie keilförmig verschmälert, der vordere Teil dagegen ist breiter und dreilappig. Die Lippe ist längs mit einer dunkel-roten Zeichnung versehen. Die etwa 16 Millimeter lange Säule ist weiß bis rosafarben und am oberen Ende gekrümmt. Das Staubblatt ist gelb, es enthält vier Pollinien in zwei Theken. Die Pollinien sind weich, sie besitzen weder Stielchen noch Klebscheibe.
Die Kapselfrucht ist zigarrenförmig. Die Samen sind spindelförmig, lang und schmal.
Die Chromosomzahl wird mit 2n = 38, 40 oder 42 angegeben.

## Vorkommen
Anthogonium gracile ist in Südostasien verbreitet. Am Südrand des Himalaya erstreckt sich das Areal von Nepal aus ostwärts über den Nordosten Indiens, nach Myanmar, Laos, das nördliche Thailand, bis ins nördliche Vietnam und Südchina.
Anthogonium gracile gedeiht in Höhenlagen von meist 1200 bis 2300 (900 bis 3100) Metern. Es wird eher trockenes Grasland, Savannen, Gebüsche und Waldränder besiedelt.

## Systematik und botanische Geschichte
Diese Art wurde schon 1832 von Nathaniel Wallich erwähnt und 1840 durch John Lindley in Genera and Species of Orchidaceous Plants, Signatur 19, Seite 425 erstbeschrieben. Der Gattungsname Anthogonium setzt sich zusammen aus Anthos für „Blüte“ und gonia für „Winkel“ und bezieht sich auf den Knick zwischen Fruchtknoten und Blütenblättern. Synonyme für Anthogonium gracile Wall. ex Lindl. sind: Anthogonium corydaloides Schltr., Anthogonium griffithii Rchb. f.
Die Gattung Anthogonium gehört zur Tribus Arethuseae in der Unterfamilie Epidendroideae. Verwandte Gattungen sind Arethusa, Arundina, Calopogon und Eleorchis. Während diese Gattungen entweder eine knollig verdickte oder schlanke Sprossachse aufweisen, nimmt Anthogonium eine vermittelnde Stellung ein, da dieses Merkmal variabel ausgeprägt ist.

## Weiterführendes
- Liste der Orchideengattungen